# Melas (plaats)
Melas is een bestuurslaag in het regentschap Karo van de provincie Noord-Sumatra, Indonesië. Melas telt 374 inwoners (volkstelling 2010).